# Wim Both
Wim Both (* 16. Oktober 1964) ist ein niederländischer Jazzmusiker (Trompete, Flügelhorn).

## Leben und Wirken
Both studierte am Konservatorium in Rotterdam klassische Trompete bei Ad van Zorn und Theo Mertens.
Both spielte seit den 1980er Jahren in den Latin-Bands Batida und Nueva Manteca. Dann gehört er dem Metropole Orkest an, mit dem er Solisten wie die Brecker Brothers, Gino Vannelli, Clark Terry, Ivan Lins, Chaka Khan, Barry Hay, die New York Voices oder Oleta Adams begleitete. Als Studiomusiker nahm Both an zahlreichen Produktionen etwa mit Golden Earring, dem Rosenberg Trio, Pe Werner, Helmut Lotti oder Hermine Deurloo teil. Weiterhin spielte er im Orchester von Bob Brookmeyer. Auch trat er im Jazz Orchestra of the Concertgebouw mit Gästen wie The Four Freshmen, Chick Corea, Eddie Palmieri, Elvin Jones, Branford Marsalis oder Toots Thielemans auf. Als Trompeter ist er seit 2008 Mitglied der WDR Big Band Köln, mit der er an zahlreichen Produktionen beteiligt war. Zudem unterrichtet er Trompete in der Jazzabteilung der Codarts Kunstfachhochschule Rotterdam.